# Сен-Пьер-Азиф
Сен-Пьер-Ази́ф (фр. Saint-Pierre-Azif) — коммуна во Франции, находится в регионе Нижняя Нормандия. Департамент коммуны — Кальвадос. Входит в состав кантона Дозюле. Округ коммуны — Лизьё.
Код INSEE коммуны — 14645.

## Население
Население коммуны на 2010 год составляло 176 человек.
| 1962 | 1968 | 1975 | 1982 | 1990 | 1999 | 2010 |
| ---- | ---- | ---- | ---- | ---- | ---- | ---- |
| 204  | 176  | 145  | 145  | 158  | 153  | 176  |

## Экономика
В 2010 году среди 108 человек трудоспособного возраста (15—64 лет) 79 были экономически активными, 29 — неактивными (показатель активности — 73,1 %, в 1999 году было 70,8 %). Из 79 активных жителей работали 75 человек (40 мужчин и 35 женщин), безработных было 4 (1 мужчина и 3 женщины). Среди 29 неактивных 12 человек были учениками или студентами, 9 — пенсионерами, 8 были неактивными по другим причинам.